# Farciot Edouart
Farciot Alexander Edouart (* 5. November 1894 in Kalifornien; † 17. März 1980 in Kenwood, Kalifornien) war ein US-amerikanischer Filmtechniker, der zu den wenigen Filmschaffenden gehört, die mehr Oscars erhielten als Nominierungen. Er wurde achtmal für den Oscar für die besten Spezialeffekte nominiert, erhielt diesen aber nicht nur zweimal, sondern darüber hinaus auch sechsmal den Oscar für technische Verdienste (Technical Achievement Award), drei Mal den Oscar für Wissenschaft und Entwicklung (Scientific and Engineering Award) sowie einen Ehrenoscar.

## Leben
Farciot Edouart begann 1926 als Fachmann für Spezialeffekte und visuelle Effekte sowie Fotograf bei Paramount Pictures in der Filmwirtschaft Hollywoods und war nach Korsaren (1926) im Laufe seiner Karriere an der Erstellung von mehr als 300 Filmen beteiligt.
Bei der Oscarverleihung 1938 erhielt er erstmals den Preis für Wissenschaft und Entwicklung (Scientific and Engineering Award) „für die Entwicklung des dualen Bildtransparenzkameraaufbaus bei Paramount Pictures“.
1939 erhielt er gemeinsam mit der Filmcrew für Spezial- und Toneffekte den Ehrenoscar „für herausragende Verdienste bei der Entwicklung spezieller fotografischer und Toneffekte in dem von Paramount Pictures produzierten Film Raubfischer in Alaska (Spawn of the North, 1938)“. Zu den mit ihm Ausgezeichneten gehörten Gordon Jennings, Jan Domela, Devereaux Jennings, Irmin Roberts, Art Smith, Loyal Griggs, Loren L. Ryder, Harry D. Mills, Louis Mesenkop und Walter Oberst.
1940 war nicht nur zusammen mit G. Jennings und L.L. Ryder für den Oscar für die besten Spezialeffekte in Die Frau gehört mir (Union Pacific, 1939) nominiert, sondern erhielt auch erstmals den Oscar für technische Verdienste mit Joseph E. Robbins und William Rudolph „für den Entwurf und die Herstellung eines geräuschlosen, tragbaren Laufbandes“. Bei der Oscarverleihung 1941 war er gleich zwei Mal für den Oscar in der Kategorie beste Spezialeffekte nominiert: Einerseits zusammen mit G. Jennings und L.L. Ryder für Die Hölle der Südsee (1940) sowie andererseits mit G. Jennings für Dr. Zyklop (1940).
1942 gewann er nicht nur zusammen mit G. Jennings und L. Mesenkop den Oscar für die besten Spezialeffekte für I Wanted Wings (1941), sondern war zugleich mit den beiden auch in der Kategorie für den Film Aloma, die Tochter der Südsee nominiert. Bei der Oscarverleihung 1943 gewann er zusammen mit G. Jennings, William L. Pereira sowie L. Mesenkop seinen zweiten Oscar für die besten Spezialeffekte für Piraten im karibischen Meer (1942).
1944 war er nicht nur mit G. Jennings und George Dutton für den Oscar in der Kategorie beste Spezialeffekte in Mutige Frauen (1943) nominiert, sondern erhielt auch einen weiteren Technical Achievement Award „für einen automatischen elektrischen und transparenten Einsatz-Anzeiger“. Darüber hinaus erhielt er mit Earle Morgan und Barton Thompson einen weiteren Wissenschafts- und Entwicklungs-Oscar „für die Entwicklung und praktische Anwendung einer Methode zur Duplizierung und Vergrößerung natürliche Farbfotografien bei der Filmproduktion sowie der Übertragung der Bildfarben auf Glasplatten und der Projektion dieser Folien durch eine speziell entworfene Diaprojektor-Ausstattung“.
Für den Film Dr. Wassells Flucht aus Java (1944) war er mit G. Jennings und G. Dutton 1945 abermals für einen Oscar für die besten Spezialeffekte nominiert ebenso wie 1948 mit D. Jennings, G. Jennings, W. Wallace Kelley, Paul K. Lerpae und G. Dutton für Die Unbesiegten (1947). Außerdem wurde ihm 1948 gemeinsam mit Charles R. Daily, Hal Corl und H. G. Cartwright ein weiterer Technikverdienste-Oscar verliehen „für die erste Anwendung eines speziellen Anti-Solar-Glas für hochintensive Hintergründe und Spot-Lichtbogen-Projektoren“.
Zuletzt erhielt er bei der Oscarverleihung 1956 einen Oscar für technische Verdienste mit H. Corl „für die Erprobung eines wählbaren Hintergrund-Diaprojektors“ sowie einen weiteren Oscar für Wissenschaft und Technik mit H. Corl „für die Erfindung und Entwicklung eines doppelrahmigen, dreiköpfigen Hintergrundprojektors“.
Während seiner Laufbahn in der Filmproduktion arbeitete er mit Filmregisseuren wie Henry Hathaway, Cecil B. DeMille, Louis King, Ernest B. Schoedsack, Alfred Santell, Mitchell Leisen, Mark Sandrich, John Sturges, George Seaton, Billy Wilder, Alfred Hitchcock, Blake Edwards sowie Roman Polański.

## Filmografie (Auswahl)
- 1926: Korsaren (Old Ironsides)
- 1932: In einem anderen Land (A Farewell to Arms)
- 1933: Ein Stück vom Mond (Three-Cornered Moon)
- 1933: Alice im Wunderland (Alice in Wonderland)
- 1933: Revolution der Jugend (This Day and Age)
- 1935: Das Mädchen, das den Lord nicht wollte (The Gilded Lily)
- 1935: The Big Broadcast of 1936
- 1936: Perlen zum Glück (Desire)
- 1936: Eine Prinzessin für Amerika (The Princess Comes Across),
- 1936: Der Held der Prärie (The Plainsman)
- 1937: Swing High, Swing Low
- 1937: Waikiki Wedding
- 1937: Ich traf ihn in Paris (I Met Him at Paris)
- 1937: Mein Leben in Luxus (Easy Living)
- 1937: Engel (Angel)
- 1938: Der Freibeuter von Louisiana (The Buccaneer)
- 1938: Blaubarts achte Frau (Bluebeard's Eighth Wife)
- 1938: Tropic Holiday
- 1938: Piraten in Alaska (Spawn of the North)
- 1939: Enthüllung um Mitternacht (Midnight)
- 1939: Union Pacific
- 1939: Invitation to Happiness
- 1939: Herrscher der Meere (Rulers of the Sea)
- 1939: Geronimo, die Geißel der Prärie (Geronimo)
- 1940: Der Weg nach Singapur (Road to Singapur)
- 1940: Dr. Zyklop (Dr. Cyclops)
- 1940: Die Hölle der Südsee (Typhoon)
- 1940: Die scharlachroten Reiter (North West Mounted Police)
- 1941: I Wanted Wings
- 1941: Aloma, die Tochter der Südsee (Aloma of the South Seas)
- 1941: Sullivans Reisen (Sullivan's Travels)
- 1942: Piraten im karibischen Meer (Reap the Wild Wind)
- 1942: Geliebte Spionin (My Favorite Blonde)
- 1942: Wake Island
- 1942: Die Narbenhand (This Gun for Hire)
- 1942: Mabok, der Schrecken des Dschungels (Beyond the Blue Horizon)
- 1942: Meine Frau, die Hexe (I Married a Witch)
- 1942: Lodernde Flammen (The Forest Rangers)
- 1942: Der Weg nach Marokko (Road to Morocco)
- 1943: Keine Zeit für die Liebe (No Time for Love)
- 1943: Wem die Stunde schlägt (For Whom the Bell Tolls)
- 1943: Mutige Frauen (So Proudly We Hail!)
- 1944: Die Träume einer Frau (Lady in the Dark)
- 1944: Der unheimliche Gast (The Uninvited)
- 1944: Frau ohne Gewissen (Double Indemnity)
- 1944: Dr. Wassells Flucht aus Java (The Story of Dr. Wassell)
- 1944: Der Pirat und die Dame (Frenchman's Creek)
- 1944: Der Morgen gehört uns (And Now Tomorrow)
- 1944: Here Come the Waves
- 1944: Sturzflug ins Glück (Practically Yours)
- 1945: Oh, Susanne! (The Affairs of Susan)
- 1945: Gauner und Gangster (Sally O'Rourke)
- 1945: A Medal for Benny
- 1945: Incendiary Blonde
- 1945: Liebesbriefe (Love Letters)
- 1945: Das verlorene Wochenende (The Lost Weekend)
- 1945: Eine Lady mit Vergangenheit (Kitty)
- 1945: Der Dieb und die Blonde (Hold That Blonde!)
- 1945: Der Weg nach Utopia (Road to Utopia)
- 1946: In Ketten um Kap Horn (The Years Before the Mast)
- 1946: Mutterherz (To Each His Own)
- 1946: Die blaue Dahlie (The Blue Dahlia)
- 1946: Der Mann aus Virginia (The Virginian)
- 1946: Die seltsame Liebe der Martha Ivers (The Strange Love of Martha Ivers)
- 1946: Liebe zwischen Krieg und Frieden (The Searching Wind)
- 1946: Mit Pinsel und Degen (Monsieur Beaucaire)
- 1946: Blau ist der Himmel (Blue Skies)
- 1947: Kalkutta (Calcutta)
- 1947: Detektiv mit kleinen Fehlern (My Favorite Brunette)
- 1947: Mit Gesang geht alles besser (Welcome Stranger)
- 1947: Pauline, laß das Küssen sein (The Perils of Pauline)
- 1947: Desert Fury – Liebe gewinnt (Desert Fury)
- 1947: Goldene Ohrringe (Golden Earrings)
- 1947: Mädchen für Hollywood (Variety Girl)
- 1947: Die widerspenstige Gattin (Suddenly It’s Spring)
- 1947: Die Unbesiegten (Unconquered)
- 1947: Rauhe Ernte (Wild Harvest)
- 1947: Der Weg nach Rio (Road to Rio)
- 1947: Vierzehn Jahre Sing-Sing (I Walk Alone)
- 1947: Meine bessere Hälfte (Dear Ruth)
- 1948: Schmuggler von Saigon (Saigon)
- 1948: Spiel mit dem Tode (The Big Clock)
- 1948: Ich küsse Ihre Hand, Madame (The Emperor Waltz)
- 1948: Eine auswärtige Affäre (A Foreign Affair)
- 1948: Die Nacht hat tausend Augen (Night Has a Thousand Eyes)
- 1948: Du lebst noch 105 Minuten (Sorry, Wrong Number)
- 1948: Der Todesverächter (Whispering Smith)
- 1948: Sein Engel mit den zwei Pistolen (The Paleface)
- 1949: Frau in Notwehr (The Accused)
- 1949: Ritter Hank, der Schrecken der Tafelrunde (A Connecticut Yankee in King Arthur's Court)
- 1949: Die Todesreiter von Laredo (Streets of Laredo)
- 1949: Der besiegte Geizhals (Sorrowful Jones)
- 1949: Der große Gatsby (The Great Gatsby)
- 1949: Blutige Diamanten (Rope of Sand)
- 1949: Todesfalle von Chikago (Chicago Deadline)
- 1949: Strafsache Thelma Jordon (The File on Thelma Jordon)
- 1949: Der große Liebhaber (The Great Lover)
- 1949: Samson und Delilah (Samson and Delilah)
- 1949: Diebstahl in Irland (Top o’ the Morning)
- 1950: Entgleist (No Man of Her Own)
- 1950: Inspektor Goddard (Appointment with Danger)
- 1950: Lach und wein mit mir (Riding High)
- 1950: Irma, das unmögliche Mädchen (My Friend Irma Goes West)
- 1950: Herz in der Hose (Fancy Pants)
- 1950: Die Farm der Besessenen (The Furies)
- 1950: Boulevard der Dämmerung (Sunset Boulevard)
- 1950: Liebesrausch auf Capri (September Affair)
- 1950: Menschen ohne Seele (Union Station)
- 1950: Stadt im Dunkel (Dark City)
- 1950: Tanzen ist unser Leben – Let’s Dance (Let’s Dance)
- 1951: SOS – Zwei Schwiegermütter (The Mating Season)
- 1951: Der Revolvermann (The Redhead and the Cowboy)
- 1951: Ein Platz an der Sonne (A Place in the Sun)
- 1951: Reporter des Satans (Ace in the Hole)
- 1951: Peking-Expreß (Peking Express)
- 1951: Die Hölle der roten Berge (Red Mountain)
- 1951: Der jüngste Tag (When Worlds Collide)
- 1951: Hochzeitsparade (Here Comes the Groom)
- 1951: Polizeirevier 21 (Detective Story)
- 1951: Der Prügelknabe (The Stooge)
- 1951: U-Kreuzer Tigerhai (Submarine Command)
- 1951: Spione, Liebe und die Feuerwehr (My Favorite Spy)
- 1952: Seemann paß auf (Sailor Beware)
- 1952: Wofür das Leben sich lohnt (Something to Live For)
- 1952: My Son John
- 1952: Die Stadt der tausend Gefahren (The Atomic City)
- 1952: Terror am Rio Grande (Denver and Rio Grande)
- 1952: Schrecken der Division (Jumping Jacks)
- 1952: Carrie
- 1952: Bleichgesicht Junior (Son of Paleface)
- 1952: Nur für Dich (Just for You)
- 1952: Der Weg nach Bali (Road to Bali)
- 1952: Das Schiff der Verurteilten (Botany Bay)
- 1952: Eintritt verboten (Off Limits)
- 1953: Donner in Fern-Ost (Thunder in the East)
- 1953: Tropische Abenteuer (Tropic Zone)
- 1953: Ein Lied, ein Kuß, ein Mädel (The Stars Are Singing)
- 1953: Kampf der Welten (The War of the Worlds)
- 1953: Weiße Herrin auf Jamaica (Jamaica Run)
- 1953: Mein großer Freund Shane (Shane)
- 1953: Starr vor Angst (Scared Stiff)
- 1953: Sangaree
- 1953: Pony-Express (Pony Express)
- 1953: Der Tolpatsch (The Caddy)
- 1953: Einmal wird die Sonne wieder scheinen (Little Boy Lost)
- 1953: Flug nach Tanger (Flight to Tangier)
- 1953: Die pikanten Jahre einer Frau (Forever Female)
- 1953: Der tollkühne Jockey (Money from Home)
- 1954: Weißer Tod in Alaska (Alaska Seas)
- 1954: Wenn die Marabunta droht (The Naked Jungle)
- 1954: Die Lachbombe (Knock on Wood)
- 1954: Der Schürzenjäger von Venedig ( Casanova's Big Night)
- 1954: Elefantenpfad (Elephant Walk)
- 1954: Das Geheimnis der Inkas (Secret of the Incas)
- 1954: Der sympathische Hochstapler (Living It Up)
- 1954: Sabrina
- 1954: Weiße Weihnachten (White Christmas)
- 1954: Im Zirkus der drei Manegen (3 Ring Circus)
- 1954: Die Brücken von Toko-Ri (The Bridges at Toko-Ri)
- 1955: In geheimer Kommandosache (Strategic Air Command)
- 1955: Die Eroberung des Weltalls (Conquest of Space)
- 1955: Im Schatten des Galgens (Run for Cover)
- 1955: Dem Teufel auf der Spur (Hell's Island)
- 1955: Komödiantenkinder (The Seven Little Foys)
- 1955: Man ist niemals zu jung (You're Never Too Young)
- 1955: Über den Dächern von Nizza (To Catch a Thief)
- 1955: An einem Tag wie jeder andere (The Desperate Hours)
- 1955: Maler und Mädchen (Artists and Models)
- 1955: Die tätowierte Rose (The Rose Tattoo)
- 1955: Der Hofnarr (The Court Jester)
- 1956: Broadway-Zauber (Anything Goes)
- 1956: Alle Spuren verwischt (The Scarlet Hour)
- 1956: Die falsche Eva (The Birds and the Bees)
- 1956: Der Mann, der zuviel wusste (The Man Who Knew Too Much)
- 1956: Der Berg der Versuchung (The Mountain)
- 1956: Ich heirate meine Frau (That Certain Feeling)
- 1956: Tag der Entscheidung (The Leather Saint)
- 1956: Auch Helden können weinen (The Proud and Profane)
- 1956: Wo Männer noch Männer sind (Pardners)
- 1956: Die zehn Gebote (The Ten Commandments)
- 1956: Alles um Anita (Hollywood or Bust)
- 1956: Rivalen ohne Gnade (Three Violent People)
- 1957: Ein süßer Fratz (Funny Face)
- 1957: Der Held von Brooklyn (The Delicate Delinquent)
- 1957: Schöne Frauen, harte Dollars (Beau James)
- 1957: Der Einsame (The Lonely Man)
- 1957: Gold aus heißer Kehle (Loving You)
- 1957: Sturm über Persien (Omar Khayyam)
- 1957: Die Teufelskurve (The Devil's Hairpin)
- 1957: Flamenca – Ein Amerikaner in Spanien (Spanish Affair)
- 1957: Der Regimentstrottel (The Sad Sack)
- 1957: Wild ist der Wind (Wild Is the Wind)
- 1958: Reporter der Liebe (Teacher's Pet)
- 1958: Vertigo – Aus dem Reich der Toten (Vertigo)
- 1958: Flammen über Maracaibo (Maracaibo)
- 1958: Hitzewelle (Hot Spell)
- 1958: Mein Leben ist der Rhythmus (King Creole)
- 1958: Der Babysitter (Rock-A-Bye Baby)
- 1958: Die schwarze Orchidee (The Black Orchid)
- 1958: Hausboot (Houseboat)
- 1958: Der Koloss von New York (The Colossus of New York)
- 1958: König der Freibeuter (The Buccaneer)
- 1958: Der Geisha Boy (The Geisha Boy)
- 1959: Die Falle von Tula (The Trap)
- 1959: Der Totschläger (The Young Captives)
- 1959: Ein Schuß und 50 Tote (Alias Jesse James)
- 1959: Fünf Pennies (The Five Pennies)
- 1959: So etwas von Frau (That Kind of Woman)
- 1959: Keiner verlässt das Schiff! (Don't Give Up the Ship)
- 1959: Der letzte Zug von Gun Hill (Last Train from Gun Hill)
- 1959: Bei mir nicht (But Not for Me)
- 1959: Viele sind berufen (Career)
- 1959: Der Herrscher von Kansas (The Jayhawkers!)
- 1959–1964: Bonanza (Fernsehserie, 9 Folgen)
- 1960: Die Dame und der Killer (Heller in Pink Tights)
- 1960: Besuch auf einem kleinen Planeten (Visit to a Small Planet)
- 1960: Zwei in einem Zimmer (The Rat Race)
- 1960:  Café Europa (G. I. Blues)
- 1960: Aschenblödel (Cinderfella)
- 1961: Planskizze Boston Bank (Blueprint for Robbery)
- 1961: Alles in einer Nacht (All in a Night's Work)
- 1961: Der Besessene (One-Eyed Jacks)
- 1961: General Pfeifendeckel (On the Double)
- 1961: In angenehmer Gesellschaft (The Pleasure of His Company)
- 1961: Blond, süß und sehr naiv (Love in a Goldfish Bawl)
- 1961: Die Menschenfalle (Man-Trap)
- 1961: Frühstück bei Tiffany (Breakfast at Tiffany's)
- 1961: Blaues Hawaii (Blue Hawaii)
- 1961: Die unteren Zehntausend (Pocketful of Miracles)
- 1962: Der Mann, der Liberty Valance erschoss (The Man Who Shot Liberty Valance)
- 1962: Flucht aus Zahrain (Escape from Zahrain)
- 1962: Es begann in Rom (The Pigeon That Took Rome)
- 1962: Girls! Girls! Girls!
- 1962: Geld spielt keine Rolle (It's Only Money)
- 1962: Immer nur deinetwegen (Who's Got the Action?)
- 1962: Das Mädchen Tamiko (A Girl Named Tamiko)
- 1963: Der Wildeste unter Tausend (Hud)
- 1963: Die Hafenkneipe von Tahiti (Donovan's Reef)
- 1963: Eine neue Art von Liebe (A New Kind of Love)
- 1963: Eine total, total verrückte Welt (It's a Mad, Mad, Mad, Mad World)
- 1963: Acapulco (Fun in Acapulco)
- 1963: Der Ladenhüter (Who's Minding the Store?)
- 1963: Verliebt in einen Fremden (Love with the Proper Stranger)
- 1963: Wer hat in meinem Bett geschlafen? (Who's Been Sleeping in My Bed?)
- 1964: Die Unersättlichen (The Carpetbaggers)
- 1964: Die Heulboje (The Patsy)
- 1964: Postkutsche nach Thunder Rock (Stage to Thunder Rock)
- 1964: Madame P. und ihre Mädchen (A House Is Not a Home)
- 1964: Wohin die Liebe führt (Where Love Has Gone)
- 1964: König der heißen Rhythmen (Roustabout)
- 1964: Der Tölpel vom Dienst (The Disorderly Orderly)
- 1964: Sylvia
- 1965: Erster Sieg (In Harm's Way)
- 1965: Cowboy-Melodie (Tickle Me)
- 1965: Das Familienjuwel (The Family Jewels)
- 1965: Das Narrenschiff (Ship of Fools)
- 1965: Village of the Giants
- 1965: Rote Linie 7000 (Red Line 7000)
- 1965: Stimme am Telefon (The Slender Thread)
- 1965: Boeing-Boeing
- 1965: Die Apachen (Apache Uprising)
- 1966: … denn keiner ist ohne Schuld (The Oscar)
- 1966: Die Todes-Ranch (The Night of the Grizzly)
- 1966: Südsee-Paradies (Paradise, Hawaiian Style)
- 1966: Die „allerletzten“ Geheimagenten?  (The Last of the Secret Agents?)
- 1966: Überfall auf die Queen Mary (Assault on a Queen)
- 1966: Dieses Mädchen ist für alle (The Property Is Condemned)
- 1966: El Dorado
- 1967: Der Todesschuß (Warning Shot)
- 1967: O Vater, armer Vater, Mutter hängt dich in den Schrank und ich bin ganz krank (Oh Dad, Poor Dad, Mamma's Hung You in the Closet and I'm Feelin' So Sad)
- 1967: Seemann, ahoi! (Easy Come, Easy Go)
- 1967: Die Bankräuber-Bande (The Caper of the Golden Bulls)
- 1967: Barfuß im Park (Barefoot in the Park)
- 1967: Texas-Desperados (Hostile Guns)
- 1967: Wasserloch Nr. 3 (Waterhole No. 3)
- 1968: Inferno am Fluß (Blue)
- 1968: Rosemaries Baby (Rosemary's Baby)